# 猿食文化

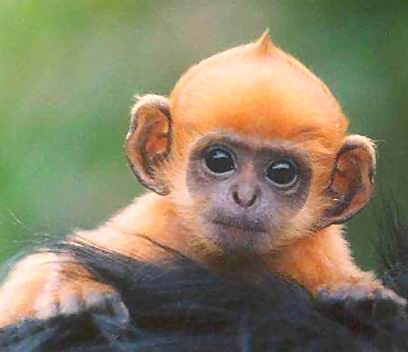
サル（ルトン(lutung)）

猿食文化（えんしょくぶんか）は、サルの肉の可食部を食べる習慣である。サルの肉はブッシュミートの一種である。人間によるサルの肉の消費は、アジア諸国やアフリカ諸国、ヨーロッパと南北アメリカの一部など世界各地で歴史的に記録されている。

## 地域別

### アフリカ

#### リベリア
『Vice News』による2014年のドキュメンタリーによれば、リベリアには急成長しているサル肉産業があるという。地元の人々は、サル肉を甘いと評している。また、人々はサル肉を食用することによるエボラ出血熱への感染リスクに関して注意を払っていないようである。

#### コンゴ共和国
コンゴ人はサル肉を一般的な珍味として「ぜひ食べるべきもの」と見なしており、焼く、揚げる、茹でるなどして調理される。コンゴ共和国においてサルの死骸は非常に価値があり、2万から4万フランの価値がある。『Nairobi News』はブラザヴィルで開催された2015年アフリカ競技大会を報じ、記事において記者はサル肉を人々が奪い合う一方、ヒヒやチンパンジーなど他の霊長類の肉は好まない、と述べている。オナガザル科のワルドロンアカコロブスは、アフリカの西部と中央部に生息していたが、2001年に人間による食用のための狩猟により絶滅したと考えられている。

#### カメルーン
カメルーンで食用にされる全ての肉のうち約80%はサルの肉であり、毎年約3,000頭のゴリラが違法な肉市場のために狩られている。

#### 南スーダン
南スーダンに住むバリ人は、サル肉を食べるという特徴を持つ。バリ人はサル肉を食べることを、自分らと非先住民との境界として認識しているという。しかし近年、一部のバリ族は、サルとヒトが似ていることを気にして、この慣習を避けている。

### アメリカ

#### アメリカ合衆国
ニューヨーク・タイムズによる2007年の報告では、サル肉が他の肉を装いアメリカ国内に密輸入された事例がいくつか記録されているという。ブッシュミートをアメリカに輸入することは違法であるため、国境検問所などで見つかったサル肉は担当者によって押収され、破棄される。サル肉を輸入すると、罰金25万米ドルが科せられる可能性がある。

#### メキシコ
クモザル料理は、南メキシコの先住民の中で人気がある。クモザルの狩猟は3月1日から10月31日まで禁止されているものの、実際は通年狩猟されている。ロス・トゥストラス、ベラクルスでは、2010年代以前は猿食が人気であったが、人々がより多くの肉を消費するようになったことで地域のサルの個体数が減少し、肉を入手することができなくなった。

### アジア・太平洋

#### カンボジア
2016年10月、ストゥントレンにある市場で、干したサル肉2キログラムが押収された。

#### 中国
サル肉は、伝統的に中華料理で珍味と見なされており、また薬効があると考えられている。1934年前半に、広東では猿脳とサル肉の食用が禁止された。陳済棠は、サルは知性とヒトの持つ特徴の一部も持っているため、保護されるべきであるという布告を出した。

#### インド
2014年4月に、チャッティースガル州での食用を目的とした数百ものサルの死骸の写真が拡散した。しかしながら、動物保護活動家らによる抗議にもかかわらず、政府当局者らは、サルがシリグリ回廊の西のインドのほとんどの地域で神聖であることを理由として、問題への対処をほとんど行わなかったばかりか、写真に懐疑的な見方さえした。

#### インドネシア
インドネシア人は主にムスリムであるため、基本的にサル肉を食べない。しかしながら、スラウェシ島では、非イスラム教徒の少数派グループであるミナハサ族によって猿食が行われており、クロザルは珍味とされている。

#### 日本
日本の一部地域では猿肉が珍味と見なされてきた。古くは縄文時代の遺跡から猿の骨が出土し、江戸時代の『宜禁本草集要歌』や『嬉遊笑覧』にも言及が見られる。石川県では「秋猿は嫁に食わすな」との言い伝えがある。サル肉を食べることで無数の健康効果が得られると言われ、たとえば、日本の女性は出産後に元気を取り戻すためにサル肉を食べていたとされる。また、美食家として有名な北大路魯山人も食べたことを著作に記している。
ただし、1974年に野生のニホンザルは狩猟鳥獣の対象から除外されており、有害駆除の許可が下りた場合を除いて狩猟の対象にはできないため、21世紀においてはきわめて流通に乏しく「幻の肉」とも称される。

#### ベトナム
2015年9月に、ブー・クアン(Vu Quang)のベトナム料理店で、ドゥクラングールが1匹殺された。その死骸は200万ベトナムドンで売られたと伝えられる。

## 健康上のリスク
猿食は、人間の健康に悪影響を及ぼす可能性がある。『Journal of Tropical Medicine Hygiene』に掲載された1992年8月の研究では、猿食に起因するサルモネラ症の9例が報告された。ヒトとサルの遺伝子構成が似ていることが原因で、ヒトはサル肉に存在する病原菌やウイルスに感染する可能性がある。

## 大衆文化
第一次世界大戦で、アルゼンチン産の牛肉とニンジンから成るフランスの携帯口糧は「サル肉」("monkey meat")とあだ名され、味が非常に塩辛く、受けが悪かったという。
アメリカの子供の遊び場歌"Great Green Gobs of Greasy, Grimy Gopher Guts"には様々な替え歌があるが、そのほとんどすべてに「ばらばらにされたサルの肉」("mutilated monkey meat")という歌詞が含まれている。